# 존 타일러
존 타일러(영어: John Tyler, 1790년 3월 29일 ~ 1862년 1월 18일)는 미국의 10번째 대통령(1841~45)이다. 미국 독립 선언 이후 태어난 두 번째 대통령이고, 전임 대통령이 임기중에 사망함으로써 중도에 대통령직을 승계한 최초의 대통령이다. 그는 대통령직에서 물러날 때까지 양당으로부터 외면을 받았다.
타일러는 1842년에 아내가 병으로 죽은 후 1844년 백악관에 있는 동안 재혼을 했다. 그의 새 신부인 24세의 줄리아 가디너는 그보다 나이가 30살이나 적었다. 이 결혼은 그에게 치명적인 비판의 실마리를 제공했고, 더불어 과도하게 썼던 결혼 비용에 대해서도 많은 비웃음을 샀다. 이들 부부는 일곱 명의 자녀를 두었는데(타일러는 두 번의 결혼으로 모두 열다섯 명의 자녀를 두었다), 이로써 그는 역대 어떤 대통령과도 비교할 수 없을 정도로 가장 많은 자식을 둔 대통령이 되었다.
타일러의 임기 기간 중에 많은 지방들은 훗날에 자신들의 중요한 기호가 되는 것들이 나타났다. 그 예로 펜실베이니아주 피츠버그는 바쁜 철강업 도시가 되었고, 오하이오주 신시내티는 잘 포장된 거리들과 6세부터 10세까지의 어린이들을 필요하는 학교들을 자랑하였다.

## 어린 시절

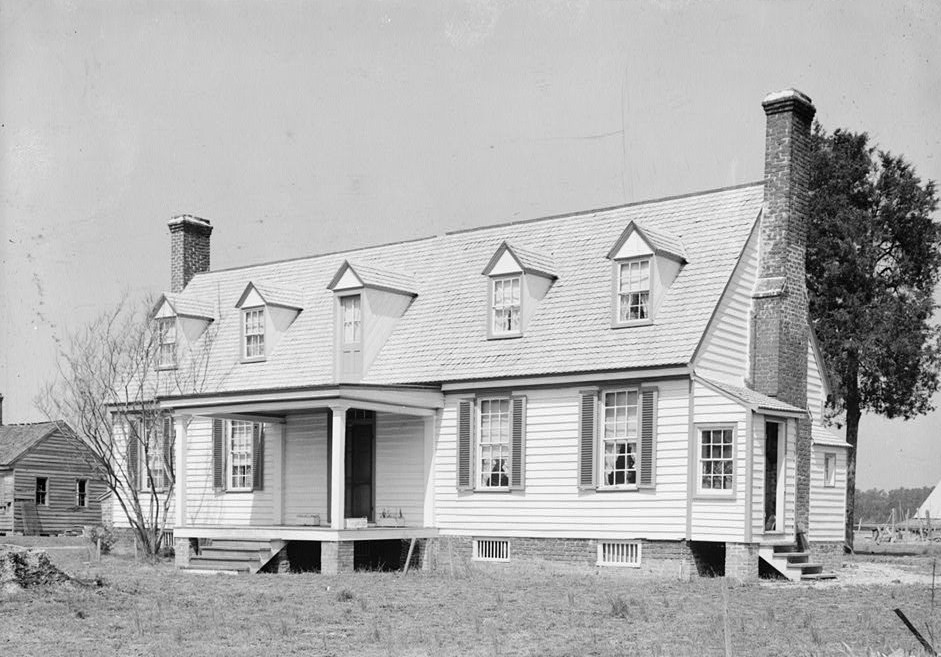
타일러의 생가

버지니아주 찰스 시티 근처에 있는 그린웨이 사유지에서 태어났다. 그의 아버지 존 1세는 몇 차례의 주지사를 지냈고, 버지니아 연방 하원의 연설자와 재판관을 지내기도 하였다.
아버지는 존을 윌리엄 앤드 메리 대학교에 보냈다. 어린 타일러는 열심히 공부하였고 특히, 정치적 주제에 관심을 가지게 되었다. 그는 시를 쓰고 바이올린을 연주하면서 공부로부터 휴식하기도 하였다. 17세 때에 졸업하고나서 아버지 아래에서 법률을 공부하고 1809년 버지니아 법정에 수용되었다.

## 정치적 경력

### 주립 입법자
21세 때 타일러는 버지니아 연방 하원 선거에 승리를 거두었다. 1812년 전쟁 중에 1813년 여름에 지원병의 대위가 되었다. 그러나 자신의 중대가 활약이 없어보이던 이유로 사임하고 주립 입법자로 복직하였다.

### 하원 시절
타일러는 1816년 미국 하원의 공석을 위해 입후보하여 쉬운 승리를 거두었다. 그러고나서 전임적인 기간에 선출되었다. 미국 의회에서 타일러는 미국 헌법의 엄한 판단을 위하여 싸웠다. 그는 연방 정부의 권력을 넓힌 아무 대책을 반대하였다.
켄터키주의 하원 헨리 클레이에 의하여 제안된 경제적 계획 아메리칸 시스템을 반대하였다. 계획은 도로들과 다른 국내적 향상들에 쓰여진 연방금을 늘이고 미국의 제조업자들을 돕는 높은 관세를 청하였다. 타일러는 미국 은행(Bank of the United States)을 탄핵하기도 하였다.
1821년 1월 해친 건강으로 인하여 하원직을 사임하였다.

### 주지사와 상원 시절

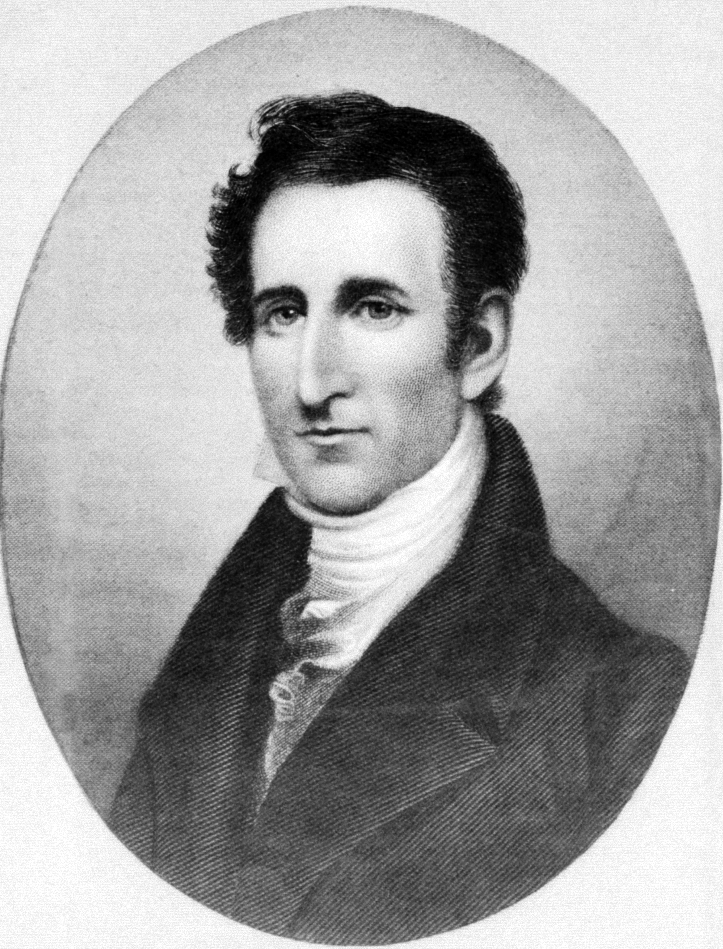
버지니아 주지사 시절의 타일러

윌리엄 앤드 메리 대학교의 총장을 지내가가 1825년부터 1827년까지 버지니아 주지사를 지냈다.
1827년에는 미국 상원에 선출되었으며, 헌법의 엄한 판단에 그의 유죄들은 그를 어색한 지위에 놓았다. 그는 의회의 무효 법령들에 사우스캐롤라이나주의 시도를 비난하였으나, 또한 무효에 대항하는 앤드루 잭슨 대통령의 법령들이 불법이었다는 것을 믿었다. 타일러는 잭슨의 정책에 점점 불만을 가지기 시작하였다.
1836년 버지니아 입법부는 잭슨을 비난하는 투표를 제거하는 데 투표하도록 타일러를 지시하였다. 타일러는 거부하였고 상원직을 사임하였다.

### 휘그당원이 되다
1840년 휘그당은 동의되지 않은 정책들이나 정치적 믿음에 의하여 단체들의 산만한 제휴였다. 매흑적인 남부의 투표들의 희망에서 휘그당은 타일러를 윌리엄 헨리 해리슨의 러닝메이트로 타일러를 선택하였다. 받아들인 타일러는 휘그당이 국립 은행과 보호적인 관세를 위한 자신들의 싸움을 버렸다고 믿었다.
타일러는 이 법령들에 반대하였다. 해리슨과 타일러의 휘그당은 다수에 의하여 마틴 밴 뷰런 대통령을 꺾었다.

## 대통령 재임

### 휘그당원들과 대립
해리슨 대통령이 취임식을 가진지 한달 후에 사망하자, 타일러는 1841년 4월 6일 대통령으로서 선서를 가졌다. 그는 해리슨 내각의 일원들을 모두 보존하였다.
당시 상원이자 의회의 휘그당 지도자 헨리 클레이는 빠르게 입법 프로그램을 제출하였다. 그것은 새로운 미국 은행과 더 높은 관세를 청하였다. 의회는 이 법안들을 통과시켰고, 타일러는 날카롭게 말들이 담긴 거부권과 함께 답변하였다. 그날 밤에 무장한 폭도들이 백악관으로 행렬하였다. 폭력배들은 타일러를 향하여 모욕들을 소리쳤으며 창문들을 통하여 돌을 던졌다. 타일러는 고요하게 백악관 하인들에게 총들을 내려 폭도들에 대항하여 단단히 서게 하였다.
폭동인들은 녹아갔으며, 의회가 두번째 은행 법안을 통과시켰을 때 타일러는 다시 거부하였다. 그는 그 법안이 내밀의 은행 업무 독점의 모든 능욕들이 포함하였다는 것을 말하였다.

### 휘그당과 인연이 끊기다
타일러의 두번째 거부권은 대통령에 더많은 휘그당의 데모들을 일으켰다. 폭도들이 그의 초상을 불태웠다. 국무부 장관 대니얼 웹스터를 제외한 모든 내각이 사임을 하였다.
곧 나중에 휘그당원들은 공유지의 매매들로부터 주들에 돈을 주는 데 법안을 통하여 서둘렀다. 타일러는 그것을 거부하였으며 휘그당원들은 더 높은 관세와 함께 이 돈의 분배를 연결하는 다른 법령들과 함께 돌아왔으며 타일러는 그 법안도 거부하였다.

### 탄핵에서 시도
타일러와 자신의 당 사이의 싸움은 더욱 격심해졌다.
1843년 1월 10일 휘그당원들은 하원에서 탄핵 결의를 소개하였다. 그러나 고발들은 어떤 휘그당원들이 민주당원들에 편들어 투표의 127 대 83으로 결의들을 꺾어 너무 당치않았다.

### 업적
1841년 타일러는 재산에 통나무집을 지으면서 정착자들이 대지의 160 에이커(64.7 헥타르)를 주장하는 데 허락한 우선매수권 법령을 찬성하였다. 이 법률은 일리노이, 위스콘신, 미네소타와 아이오와의 정착을 급속히 진행하였다.
타일러는 1842년 플로리다에서 세미놀레 전쟁을 끝냈다. 같은 해 메인주와 캐나다의 경계에 영국과의 논쟁은 웹스터 국무부 장관에 의하여 세운 기간들에 정착되었다. 미국은, 제1차 아편 전쟁(1840~42년)의 여파로 힘을 잃은 청나라와 왕샤 조약(1844년 7월 3일)을 맺어 불평등한 통상을 개시하였다. 이 조약은 처음으로 아시아가 미국의 상인들에게 문을 여는 결과를 가져왔다. 같은 해에, 미국 의회는 조선의 문호 개방을 위한 안건도 마련하였으나, 이익이 없다는 이유로 보류되었다.

### 텍사스의 합병
텍사스의 합병은 타일러 기간 중 마지막 절반 동안에 중요한 논점을 마련하였다. 텍사스의 주민들은 1836년 멕시코로부터 자신들의 독립을 선언하였고 합중국에 가입하는 데 청원하였다.
타일러는 합병에 호의를 가졌으나 북부의 의원들은 텍사스가 노예주가 될 것 같은 이유로 그를 반대하였다. 의회는 합병을 지지한 제임스 K. 포크의 1844년 선거 이후까지 실행하지 않았다.
당시 확실성이었던 합병과 함께 하원과 상원은 텍사스를 인정하는 합동 결의를 통과시켰다. 1845년 3월 1일 타일러는 서명하였고, 그의 마지막 전임적의 날인 이틀 후에 플로리다를 합중국에 인정하는 법안에 서명하였다.
타일러가 사무실을 떠난 후 12월 29일 텍사스는 정식으로 합중국에 가입하였다.

### 백악관 생활
첫 부인 레티샤가 남편이 대통령이 되었을 때 마비적 타격을 겪었다. 1842년 9월 10일 레티샤 여사가 사망하자, 타일러의 며느리 프리실라 쿠퍼 타일러가 1844년 봄까지 백악관의 여주인 노릇을 하였다.
1844년 6월 26일 뉴욕에서 전 뉴욕주 상원 데이비드 가드너의 딸 줄리아와 결혼하였다. 그래서 그는 재임 기간 중에 결혼한 첫 대통령이 되었다. 줄리아는 8개월 동안 영부인을 지냈고, 자신의 빛나는 대접과 함께 워싱턴 D.C.를 기쁘게 하였다고 한다.

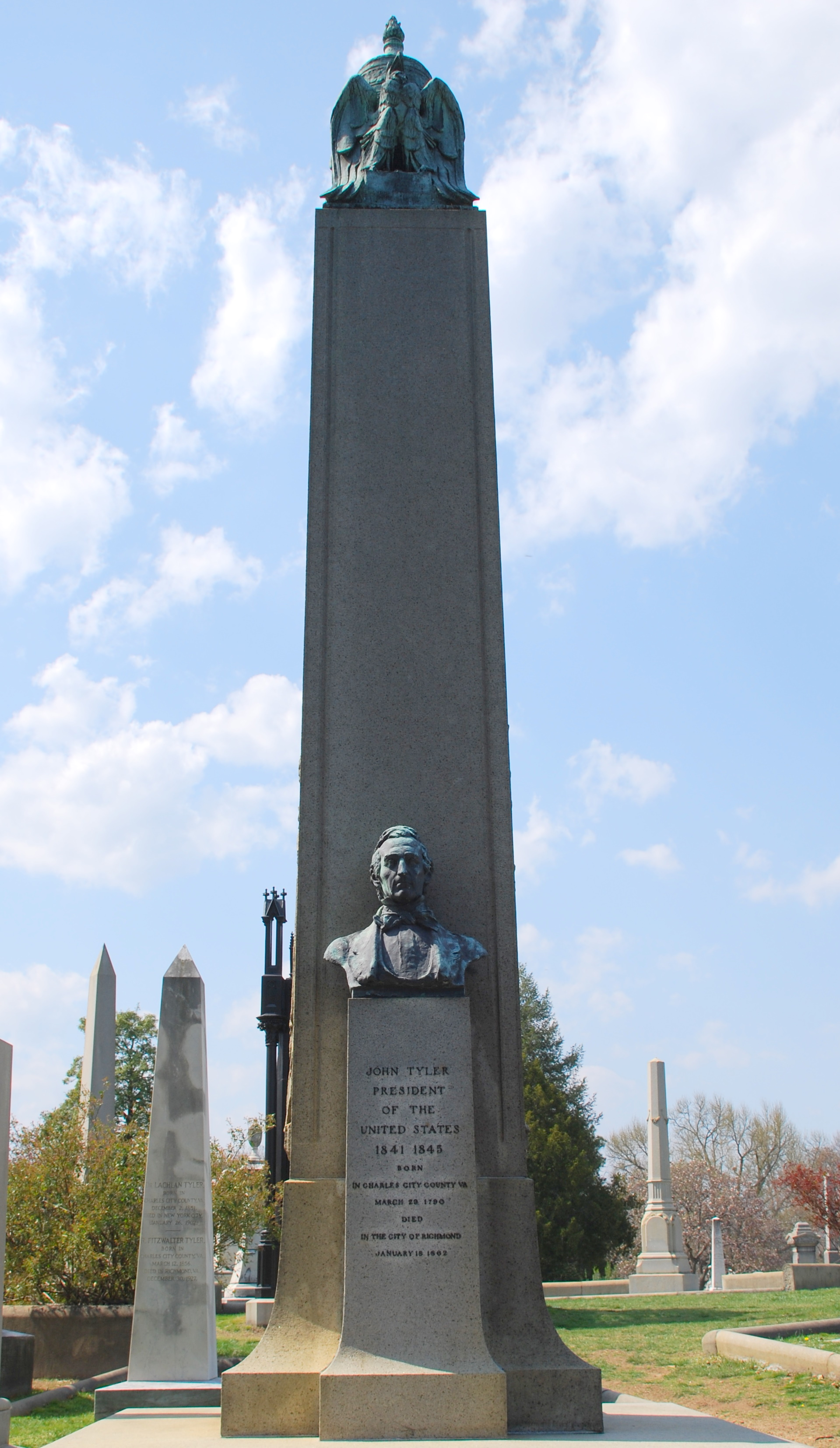
타일러의 묘비

## 이후의 세월
휘그당과 민주당 양당원들에게 외면을 받은 타일러는 버지니아주 찰스 시티 근처에 있는 자신의 사유지 셔우드 포리스트에서 퇴직 생활을 하면서 남북 전쟁이 일어날 때까지 조용히 살았다.
1861년 2월에 그는 합중국을 위협한 논점들에 타협을 찾기 위하여 워싱턴으로 남부 평화 사절단의 우두머리를 이끌었다. 의회는 남부인들의 제안을 거부하였다. 4월 버지니아 분리 회의에서 타일러는 버지니아가 합중국을 탈퇴하는 호의에 투표를 하였다.
11월에 남부 연합 하원 선거를 우승하였으나 1862년 1월 18일 자신의 의석을 차지하기 전에 리치먼드에서 사망하였다. 향년 72세.
1915년 의회는 타일러가 자신의 두번째 부인 옆에 안장된 리치먼드의 헐리우드 묘지에 그의 기념비를 봉납하였다.

## 참고
- 윌리엄 라이딩스 2세, 스튜어트 매기버 『 위대한 대통령, 끔찍한 대통령 』.

## 역대 선거 결과
| 선거명        | 직책명                         | 대수 | 정당          | 득표율  | 득표수 (선거인단)   | 결과 | 당락                     |
| ------------- | ------------------------------ | ---- | ------------- | ------- | ------------------- | ---- | ------------------------ |
| 1816년 재선거 | 하원의원 (버지니아 제23선거구) | 14대 | 민주공화당    | 100.00% | 1표                 | 1위  | 버지니아주 하원의원 당선 |
| 1817년 선거   | 하원의원 (버지니아 제23선거구) | 15대 | 민주공화당    | 53.71%  | 746표               | 1위  | 버지니아주 하원의원 당선 |
| 1819년 선거   | 하원의원 (버지니아 제23선거구) | 16대 | 민주공화당    | 53.71%  | 746표               | 1위  | 버지니아주 하원의원 당선 |
| 1825년 선거   | 버지니아 주지사                | 23대 | 민주공화당    | 61.79%  | 131표               | 1위  | 버지니아 주지사 당선     |
| 1827년 선거   | 상원의원 (버지니아 제1부)      | 20대 | 잭슨파 민주당 | 100.00% | 1표                 | 1위  | 버지니아주 상원의원 당선 |
| 1833년 선거   | 상원의원 (버지니아 제1부)      | 23대 | 민주당        | 100.00% | 1표                 | 1위  | 버지니아주 상원의원 당선 |
| 1836년 선거   | 미국의 부통령                  | 9대  | 휘그당        | 36.64%  | 550,816표 (73명)    | 2위  | 낙선                     |
| 1840년 선거   | 미국의 부통령                  | 10대 | 휘그당        | 52.88%  | 1,275,390표 (234명) | 1위  | 미국의 부통령 당선       |